# Sébougou
Sébougou è un comune rurale del Mali facente parte del circondario di Ségou, nella regione omonima.
Il comune è composto da 10 nuclei abitati:
- Bambougou-Wèrè
- Banankoroni
- Banankoroni-Wèrè
- Dougoukouna
- Mélè-Wèrè
- Sando Sido
- Sébougou
- Sékoro
- Tamazo-Zoda
- Toko